# Linha 53 do Metro de Amesterdão

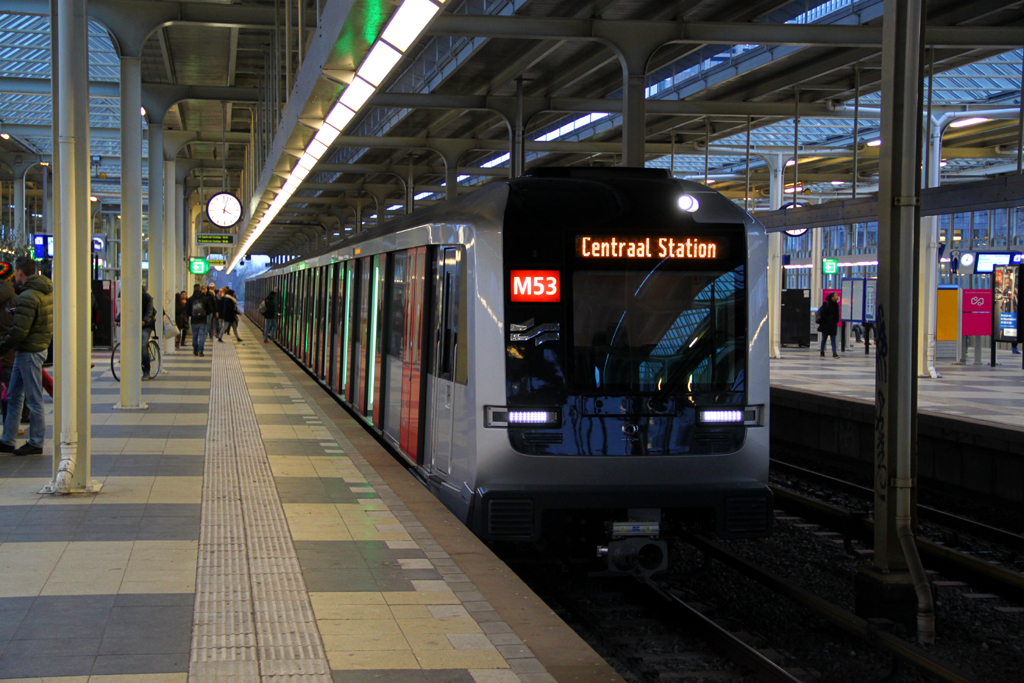
Linha 53 do Metro de Amsterdão

A Linha 53 é uma das quatro linhas do metro de Amsterdão, nos Países Baixos. Foi inaugurada em 1977 e circula entre as estações de Centraal Station e Gaasperplas. Tem um total de 14 estações.